# Тетерина, Татьяна Евгеньевна
Татьяна Евгеньевна Тетерина (род. 25 января 1965) — советская и российская шашистка (русские и международные шашки). Чемпионка СССР, чемпионка России, чемпионка мира. Международный гроссмейстер, гроссмейстер России.

## Спортивная биография
Международные шашки:
- Чемпионка СССР 1987 года (с Н. Янковской)[1]
- Чемпионка России 1992 и 1993 годов
- Чемпионка России  в молниеносной программе (1999 и 2008)
- В 1999 году поделила первое место в основном турнире чемпионата мира по международным шашкам с Зоей Голубевой и Ниной Янковской-Хукман[2]. Завоевала бронзовую медаль по результатам дополнительного трёхстороннего матча.

Русские шашки:
- Серебряный призёр чемпионата Вооруженных Сил СССР[3]
- Многократный бронзовый призёр чемпионата России
- Серебряный призёр  в молниеносной программе Чемпионата России по молниеносной игре среди женщин 2009
- Чемпионка мира 1995 года (по версии МАРШ, с Екатериной Бушуевой).

Начала спортивную карьеру в Нижнем Тагиле. В настоящее время живёт в Москве.

## Результаты на чемпионатах мира по международным шашкам
| Год  | Место проведения | Матч/турнир | Результат | Место |
| ---- | ---------------- | ----------- | --------- | ----- |
| 1999 | Якутск           | Турнир      | 4+ 5= 0-  | 3     |
| 2001 | Велп             | Турнир      | 3+ 4= 2-  | 9     |
| 2003 | Заутеланде       | Турнир      | 1+ 10= 2- | 9     |

## Отзывы
Отзыв заслуженного тренера Литовской ССР Якова Шауса об игре Татьяны в чемпионате СССР 1987 года:
Смелая, напористая игра, умение находить верное решение в конкретной ситуации, оптимизмЯ. Шаус, заслуженный тренер Литовской ССР
Стиль игры Татьяны характеризует мастер спорта М. Болотовский, автор статей в журнале «Шашки» :
Игра ... Тетериной всегда азартнаМ. Болотовский, мастер спорта